# Dendropsophus anataliasiasi
Dendropsophus anataliasiasi (лат.) — вид земноводных из семейства квакши. Эндемик Южной Америки: Бразилия (Cerrado). Встречаются во влажных саваннах, влажных субтропических и тропических лесах на высотах около 800 м. Вид D. anataliasiasi был впервые описан в 1972 году бразильским зоологом Вернером Бокерманном (Werner Bokermann, 1929—1995) под первоначальным названием Hyla anataliasiasi Bokermann, 1964.